# Dodge 3700
Der Dodge 3700 ist eine viertürige Limousine, die die spanische Chrysler-Tochter Barreiros von 1971 bis 1977 in Madrid herstellte. Er basiert auf einem argentinischen Chrysler-Modell. Barreiros baute in sieben Jahren annähernd 10.000 Exemplare des Dodge 3700, die mit wenigen Ausnahmen nur auf dem spanischen Markt abgesetzt wurden. Einige der Autos kamen mit einem Dieselmotor von Barreiros als Taxis zum Einsatz.

## Entstehungsgeschichte

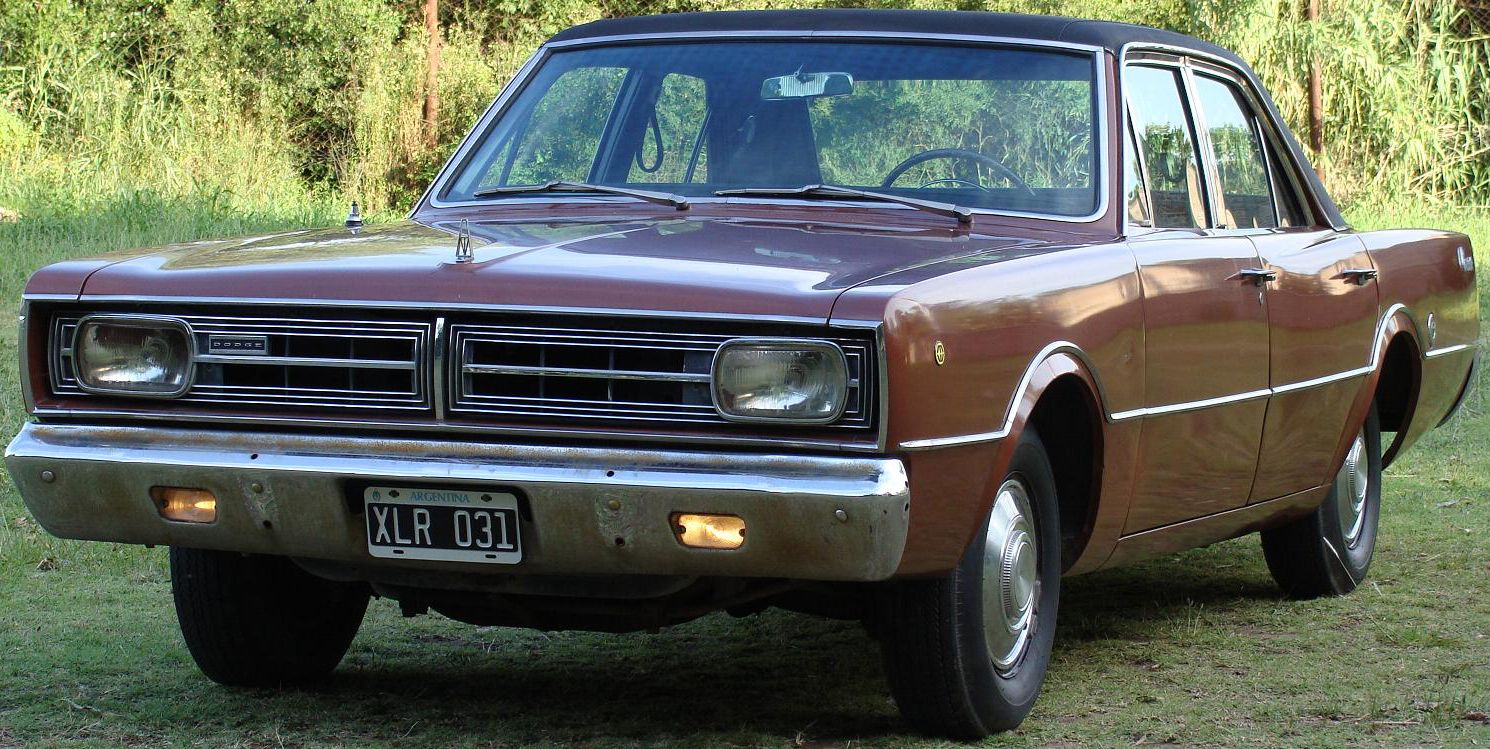
Argentinisches Basismodell: Dodge Polara/Coronado

Das 1954 gegründete, im Madrider Distrikt Villaverde ansässige Unternehmen Barreiros produzierte anfänglich Nutzfahrzeuge und Maschinen. Seit den frühen 1960er-Jahren stand es in geschäftlicher Beziehung zum US-amerikanischen Chrysler-Konzern, zu dem unter anderem auch der französische Automobilhersteller Simca gehörte. Barreiros begann 1962, einige Simca-Modelle in Lizenz für den spanischen Markt zu produzieren, der durch gesetzliche Regelungen gegen Importfahrzeuge weitgehend abgeschottet war. Barreiros konkurrierte in diesem Segment vor allem mit der Seat S.A., die nach gleichem Muster Fiat-Konstruktionen in Lizenz herstellte. Ergänzend zu den kleinen, vergleichsweise preiswerten Nachbauten des Simca 1000 nahm das Unternehmen 1965 den US-amerikanischen Dodge Dart der dritten Generation ins Programm auf, der auf dem spanischen Markt in der Oberklasse positioniert war. Barreiros setzte den Dart aus Teilesätzen  zusammen, die aus Detroit eingeführt wurden. Der Erfolg des vergleichsweise großen Autos blieb hinter den Erwartungen zurück. Die 20.000 Einheiten, die Barreiros 1965 bestellt hatte, ließen sich nicht wie erwartet bis 1966 absetzen; der Abverkauf zog sich bis 1970 hin.
1969 ging Barreiros komplett in den Besitz des Chrysler-Konzerns über und wurde zu einem Zweig von Chrysler Europe. Unter Chryslers Führung behielt das spanische Unternehmen die Lizenzproduktion französischer Simcas bei und ergänzte das Modellprogramm unter anderem um eine Variante des Simca 1100. Im Oberklassesegment stellte Barreiros, das zeitweise als Chrysler España firmierte, 1971 die Produktion des inzwischen veralteten Dodge Dart ein. 
Ungeachtet der bislang schwachen Absätze sah das Unternehmen weiterhin einen Markt für eine große, komfortable Limousine. Deshalb führte es 1971 als Dart-Nachfolger den Dodge 3700 ein, eine viertürige Limousine, deren Abmessungen denen des Vorgängers entsprachen, die aber moderner gestaltet war. Im Gegensatz zum bisherigen Dart war der Dodge 3700 nicht mehr unmittelbar von einem nordamerikanischen Chrysler-Modell abgeleitet, sondern entsprach einem speziell für Südamerika konzipierten Modell, das Chrysler Fevre Argentina in Buenos Aires entwickelt hatte. Dort wurden die Fahrzeuge seit 1968 unter den Modellbezeichnungen Dodge Polara und Dodge Coronado verkauft. Ungeachtet der Namensgleichheit bzw. -ähnlichkeit hatten diese südamerikanischen Autos keine Beziehung zu den (wesentlich größeren) US-amerikanischen Fahrzeugen mit entsprechender Bezeichnung, sondern waren bei eigenständiger Karosserie technisch mit dem nordamerikanischen Dodge Dart verwandt. 1971 übernahm Barreiros die argentinische Konstruktion und machte daraus den spanischen Dodge 3700. Die Produktion in Madrid endete 1977, ein Jahr bevor der wirtschaftlich stark angeschlagene Chrysler-Konzern sämtliche europäische Niederlassungen verkaufte.

## Modellbeschreibung

### Karosserie
Die Karosserie des Dodge 3700 entspricht weitestgehend der des ab 1968 gebauten argentinischen Dodge Polara bzw. Coronado. Während allerdings die Autos in Südamerika als viertürige Limousinen und zweitürige Coupés verkauft wurden, kam in Spanien nur die viertürige Stufenheckvariante auf den Markt.
Stilistisch orientiert sich die Karosserie des Dodge 3700 (ebenso wie die des argentinischen Basismodells) an verschiedenen älteren nordamerikanischen Dodge-Modellen. Das Karosserieprofil ist an das der nordamerikanischen Dodge-Coronet-Modelle der Baujahre 1968 bis 1970 angelehnt; allerdings gibt es keine Gleichteile mit dem größeren nordamerikanischen Auto. Die Frontpartie des Dodge 3700 weicht leicht von dem argentinischen Basismodell ab: Anstelle der rechteckigen Breitbandscheinwerfer der südamerikanischen Autos wurden bei den spanischen Modellen serienmäßig runde Doppelscheinwerfer eingebaut. Außerdem sind die Blinker in die äußeren Enden der Kotflügel eingelassen und reichen in die Wagenflanken hinein. In dieser Form ähnelte die Frontpartie des Dodge 3700 der des zeitgenössischen amerikanischen Ford Fairlane. Die Gestaltung der Heckpartie des Dodge mit den einwärts geneigten Rückleuchten ist an die 1965er Generation der der nordamerikanischen Full-Size-Modelle Dodge Polara angelehnt. Bei den spanischen Modellen sind die Rückleuchten im Gegensatz zur argentinischen Basis horizontal geteilt und haben orange gefärbte Blinkgläser.

### Fahrwerk
Das Auto basiert auf der nordamerikanischen A-Plattform des Chrysler-Konzerns und verwendet Komponenten des dortigen Dodge Dart der vierten Generation, die in den USA zum Modelljahr 1967 eingeführt wurde. Der Dodge 3700 hat eine selbsttragende Karosserie mit Hilfsrahmen. Die vorderen Räder sind einzeln aufgehängt, hinten ist eine Starrachse mit Blattfedern eingebaut. Vordere Scheibenbremsen sowie eine Servolenkung von ZF gehörten zur Serienausstattung.

### Motor und Kraftübertragung

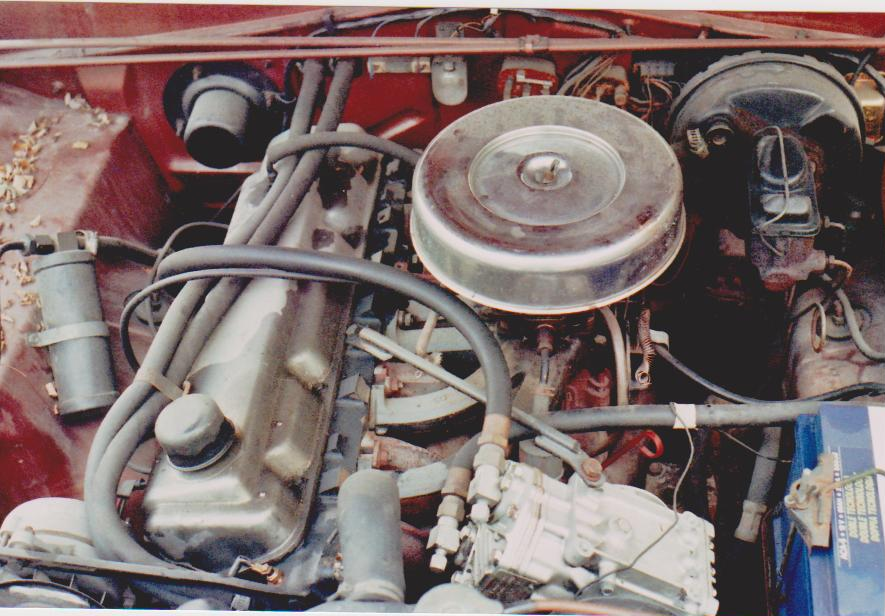
Chryslers Slant Six in einem Dodge 3700

Als serienmäßigen Antrieb der an Privatkunden verkauften Autos verwendete Barreiros ausschließlich Chryslers intern Slant Six genannten Reihensechszylinder-Ottomotor der G-Serie, den Chrysler 1959 in den USA eingeführt hatte. Er hat einen Hubraum von 3687 cm³ (225 cui). Die Motorleistung wurde werksseitig mit 165 PS (121 kW) angegeben. Achtzylindermotoren, die beim argentinischen Basismodell jedenfalls bei einzelnen Varianten wahlweise erhältlich waren, gab es beim spanischen Dodge nicht.
Wie schon die Vorgängermodelle rüstete Barreiros den Dodge 3700 für den Einsatz im Taxibetrieb mit einem selbst konstruierten Dieselmotor aus (Baureihe Barreiros C-65). Der Motor hat einen Hubraum von 2021 cm³. Seine Leistung wurde mit 65 PS angegeben. Die Dieselversionen waren sehr langsam.
Die Kraftübertragung übernahm in der Basisversion ein handgeschaltetes Dreiganggetriebe, beim 3700 GT dagegen ein Vierganggetriebe. Ab 1973 war wahlweise eine Dreigangautomatik von Chrysler (Typ TorqueFlite A-904) erhältlich.

### Abmessungen und Gewichte
Der Dodge 3700 war der größte Personenwagen aus spanischer Produktion. Seine Außenlänge von annähernd 5000 mm entspricht der des Mercedes-Benz W 108; mit 1,4 Tonnen Leergewicht ist er geringfügig leichter als die deutsche Limousine.

### Versionen
Die Autos waren von 1971 bis 1973 in einer Basisversion als Dodge 3700 und von 1971 bis 1977 in einer höherwertigen Aufmachung als 3700 GT erhältlich.

## Produktion
Bis 1972 komplettierte Barreiros den Dodge 3700 aus Bausätzen, die in Argentinien hergestellt worden waren (CKD-Bauweise); ab 1973 baute Barreiros die Autos vollständig selbst. Insgesamt entstanden etwa 10.000 Autos.

## Bedeutung in Spanien
Der Dodge 3700 war in der Nomenklatura des Franco-Regimes ein beliebtes Fahrzeug. Eine Reihe dieser Autos kam als Dienstwagen hochrangiger Politiker zum Einsatz. Luis Carrero Blanco, seit Juni 1973 spanischer Regierungschef und in dieser Funktion Nachfolger Francos, wurde bei einem Attentat am 20. Dezember 1973 in seinem nicht gepanzerten Dodge 3700 getötet, als auf öffentlicher Straße eine unterirdische Bombe explodierte. Das Wrack des Autos existiert noch. Unmittelbar nach der Explosion wurde es untersucht. Chrysler España hob in einem Untersuchungsbericht die hohe Belastbarkeit der Konstruktion hervor und wies darauf hin, dass nach der Explosion der kurz zuvor betätigte Blinker weiterhin uneingeschränkt funktionierte.

## Varianten des Dodge 3700

### Individuelle Umbauten
Einige Dodge-3700-Limousinen wurden von Spezialbetrieben nachträglich umgebaut. So entstanden mehrere Krankenwagen und Bestattungsfahrzeuge, aber auch ein zivil genutzter Kombi sowie ein Cabriolet.

### Dodge 3700 GT Boulevard

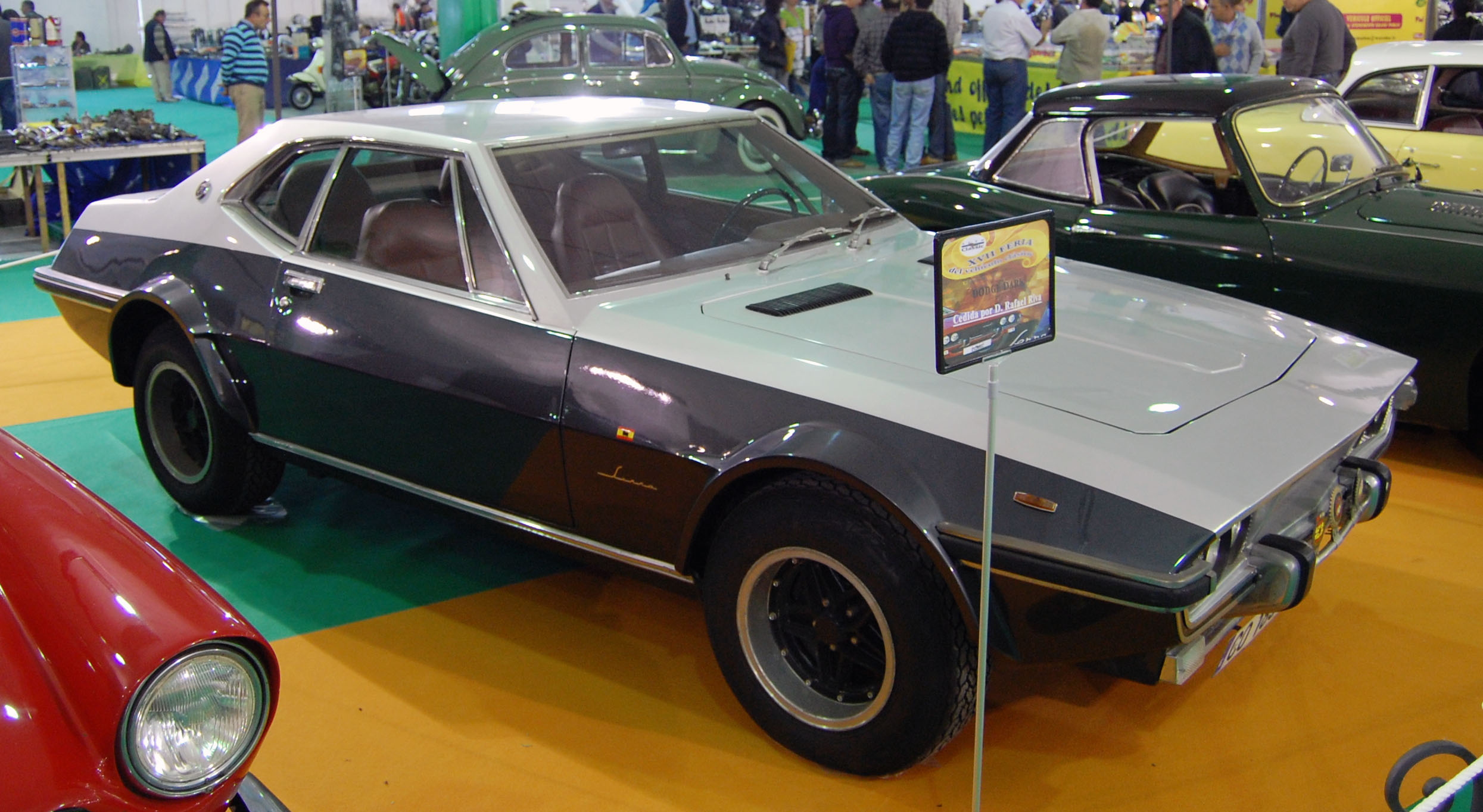
Dodge 3700 GT Boulevard

AB 1970 entwickelte der spanische Designer Pedro Serra Vidal zusammen mit Michele Liprandi auf der Basis des Dodge 3700 GT ein zweitüriges Coupé mit eigenständiger Kunststoff-Karosserie, die von dem von Franco Scaglione gestalteten italienischen Sportwagen LMX 2300 HCS inspiriert war. Motor und Getriebe übernahm Serra von dem viertürigen Serienmodell, das Chassis des Dodge wurde gekürzt und überarbeitet. Der Aufbau ist wie beim italienischen Vorbild als Stufenheckcoupé gestaltet; eigenständig sind das hintere Seitenfenster und die nach hinten ansteigende Gürtellinie.
Serra plante eine Serienproduktion von etwa 40 Autos pro Jahr und erhielt dafür die Unterstützung von Barreiros. Daraus wurde nichts. Nachdem Serra das Coupé 1972 in auf einer Autoausstellung in Barcelona unter der Modellbezeichnung Dodge 3700 GT Boulevard öffentlich vorgestellt hatte, entstanden je nach Quelle 17, 18 oder 25 Serienfahrzeuge, von denen im 21. Jahrhundert noch etwa 15 existieren. Einige Quellen machen die strengen Vorgaben der spanischen Zulassungsbehörde für das Scheitern des Projekts verantwortlich.